# L'Arriviste (film, 1999)
Pour les articles homonymes, voir L'Arriviste.
Pour plus de détails, voir Fiche technique et Distribution.
L'Arriviste (Election) est un film américain réalisé par Alexander Payne, sorti en 1999. Il s'agit d'une adaptation cinématographique du roman Election de Tom Perrotta.

## Synopsis
À Omaha dans le Nebraska, Tracy Flick, élève très ambitieuse, se présente aux élections de la présidence du conseil des élèves de son lycée Washington Carver High School. Il s'agit a priori d'une élection gagnée d'avance, faute d'opposant. Le professeur Jim McAllister, conseiller du lycée, s'oppose à elle pour lui donner une leçon d'humilité.
Jim convainc donc Paul, sportif qui vient de renoncer au football à cause d'une jambe cassée, de se présenter aux élections. Celui-ci reçoit l'aide de Lisa, ex-amante de sa sœur Tammy qu'elle vient de plaquer pour lui.
Tammy, furieuse, décide de se présenter également aux élections. Elle promet de dissoudre le conseil des élèves si elle est élue : cette proposition, ainsi que son appel au boycott de l'élection la fait exclure temporairement du lycée. Tracy perd peu à peu le sens des mesures, et détruit toutes les affiches de ses concurrents lors d'une crise de nerfs, puis essaie de cacher ce désastre. Jim, de son côté, essaie de rendre sa femme enceinte, et a en même temps une aventure avec l'ex-femme d'un collègue et ami.
La veille de l'élection, Tammy s'accuse alors de l'arrachage des affiches, afin d'être définitivement exclue de l'école, et d'être envoyée au lycée catholique de jeunes filles. Paul décide qu'il ne veut pas voter pour lui, et vote pour Tammy. Jim, lui, est viré de chez lui quand sa femme apprend son aventure ; furieux de la tournure que prend sa vie, il truque alors le comptage des voix pour que Tracy ne remporte pas l'élection. Paul est déclaré vainqueur.
Le lendemain, la tricherie est découverte : Jim présente alors sa démission, Tracy devient présidente. Tammy retrouve une copine, Paul fait la fête, Jim quitte la ville. Seule Tracy reste seule, et part dans l'université de Georgetown. Jim et Tracy se croiseront à Washington, alors que Tracy monte dans une limousine d'un représentant du Congrès...
L'histoire est racontée tour à tour par les protagonistes de manière subjective, selon leur point de vue.

## Fiche technique
Sauf indication contraire, les informations mentionnées dans cette section peuvent être confirmées par la base de données cinématographiques IMDb,  présente dans la section « Liens externes ».
- Titre français : L'Arriviste
- Titre québécois : Élection
- Titre original : Election
- Réalisation : Alexander Payne
- Scénario : Alexander Payne et Jim Taylor, d'après le roman Election de Tom Perrotta
- Direction artistique : Tim Kirkpatrick
- Décors : Jane Ann Stewart
- Costumes : Wendy Chuck
- Photographie : James Glennon
- Montage : Kevin Tent
- Musique : Rolfe Kent
- Production : Albert Berger, David Gale, Keith Samples et Ron Yerxa

Coproducteurs : Jim Burke et Jacobus Rose
Producteur délégué : Van Toffler
- Sociétés de production : Bona Fide Productions, MTV Films et Paramount Pictures
- Sociétés de distribution : Paramount Pictures (États-Unis), United International Pictures (France)
- Budget : 25 millions de dollars[1]
- Pays d'origine : États-Unis
- Format : Couleurs - 2,35:1 - Dolby - 35 mm
- Genre : Comédie noire
- Durée : 103 minutes
- Dates de sortie[2] :
  -  États-Unis : 23 avril 1999 (sortie limitée)
  -  États-Unis,  Canada : 7 mai 1999
  -  Belgique : 24 novembre 1999
  -  France : 12 janvier 2000
- Classification :
  -  France : tous publics[3]

## Distribution
- Matthew Broderick (VF : Bernard Gabay) : Jim McAllister
- Reese Witherspoon (VF : Sauvane Delanoë) : Tracy Flick
- Chris Klein (VF : Pascal Grull) : Paul Metzler
- Jessica Campbell (VF : Alexandra Garijo) : Tammy Metzler
- Phil Reeves : Walt Hendricks
- Molly Hagan (VF : Brigitte Aubry) : Diane McAllister
- Delaney Driscoll (VF : Laure Sabardin) : Linda Novotny
- Mark Harelik : Dave Novotny
- Nicholas D'Agosto (VF : Charles Pestel) : Larry Fouch
- Colleen Camp : Judith R. Flick
- Frankie Ingrassia : Lisa Flanagan
- Joel Parks : Jerry Slavin
- Matt Malloy : le vice-principal Ron Bell
- Holmes Osborne : Dick Metzler
- Jeanine Jackson : Jo Metzler
- Loren Nelson : Custodian

## Production
Le tournage a eu lieu dans le Nebraska (Omaha, Bellevue, La Vista, Papillion), ainsi qu'à Carter Lake dans l'Iowa, Long Island dans l'État de New York, à Manhattan (muséum américain d'histoire naturelle, Central Park West) ainsi qu'à Washington (National Mall, Lincoln Memorial).

## Récompense
- Independent Spirit Award du meilleur film